# Mostki Kujawskie
Mostki Kujawskie – nieczynny wąskotorowy przystanek osobowy w Mostkach, w gminie Sompolno, w powiecie konińskim w województwie wielkopolskim, w Polsce. Został wybudowany w 1914 roku przez okupacyjne władze niemieckie.